# Savuka
Savuka fue un grupo musical sudafricano formado por Johnny Clegg en 1986, después de separarse de su primer grupo llamado Juluka en 1985; el percusionista y bailarín Dudu Zulu en tanto, fue asesinado durante el Apartheid en 1992. Algunos de sus sencillos más conocidos son "Asimbonanga", "Third World Child", "The Crossing", "Dela", y "Cruel Crazy Beautiful World"; cabe indicar que respecto a The Crossing (del álbum Heat, Dust and Dreams), éste fue dedicado a Dudu.

## Discografía seleccionada
| Álbum                                                 | Discográfica    | Año  |
| ----------------------------------------------------- | --------------- | ---- |
| The Johnny Clegg & Savuka EP / Scatterlings of Africa | Capitol Records | 1986 |
| Third World Child                                     | Capitol Records | 1987 |
| Niño del tercer mundo                                 |                 | 1987 |
| Shadow Man                                            | Capitol Records | 1988 |
| Cruel, Crazy Beautiful World                          | EMI             | 1990 |
| Heat, Dust and Dreams                                 | Capitol Records | 1993 |
| Live and Rarities                                     |                 | 1994 |